# Lassâad Hanini
Lassâad Hanini (ur. 2 maja 1971) – tunezyjski piłkarz grający na pozycji prawego obrońcy. W swojej karierze rozegrał 14 meczów w reprezentacji Tunezji.

## Kariera klubowa
W swojej karierze piłkarskiej Hanini grał w klubie Club Africain. Wraz z Club Africain wywalczył dwa mistrzostwa Tunezji w sezonach 1991/1992 i 1995/1996, trzy wicemistrzostwa w sezonach 1990/1991, 1993/1994 i 1997/1998, a także zdobył dwa Puchary Tunezji w sezonach 1991/1992 i 1997/1998. W 1991 roku zdobył Puchar Mistrzów, a w 1998 roku Puchar CAF.

## Kariera reprezentacyjna
W reprezentacji Tunezji Hanini zadebiutował 14 kwietnia 1995 w przegranym 0:1 towarzyskim meczu z Egiptem, rozegranym w Port Saidzie. W 1996 roku powołano go do kadry na Puchar Narodów Afryki 1996. Na tym turnieju rozegrał cztery mecze: grupowe z Mozambikiem (1:1) i z Ghaną (1:2), w półfinale z Zambią (4:2) i w finale z RPA (0:2). Od 1995 do 1996 rozegrał w kadrze narodowej 14 meczów.